# 斯皮尼奥-萨图尔尼亚
斯皮尼奥-萨图尔尼亚（義大利語：Spigno Saturnia），是意大利拉蒂纳省的一个市镇。总面积38.68平方公里，人口2932人，人口密度75.8人/平方公里（2009年）。ISTAT代码为059031。